# Зейкан Іван Олексійович
Іва́н Олексі́йович Зе́йкан (прибл. 1670, Карачин, Угоча, Угорщина, Австрійська монархія — 1739, Карачин, Угоча, Угорщина, Австрійська монархія) — закарпатський дипломат, письменник, педагог. Учасник Великого посольства московського царя Петра I, вихователь його онука Петра II.

## Життєпис
Іван Зейкан народився близько 1670 року в селі Карачин в комітаті Угоча (нині — Берегівський район Закарпатської області). За іншими даними, місцем народження Зейкана було село Імстичово. Походив з дворянського роду Зейканів, був родичем мукачівського греко-католицького єпископа Йоаникія.
Освіту здобував у Сату-Маре та Львові, де опанував латину. Пізніше навчався в Регенсбурзі, у 1695—1696 роках — у Карловому університеті в Празі, а в 1697—1698 роках — у Відні. Під час навчання у Відні, столиці монархії Габсбургів, Зейкана найняли перекладачем з латини у Великому посольстві московського царя Петра I. 1699 року Зейкан перебував як перекладач на переговорах у Карловицях разом із російським дипломатом Прокофієм Возніциним.
З 1702 року Зейкан проживав у Москві. У 1708—1721 роках Зейкан за наказом царя Петра I був учителем і наставником його двоюрідних братів — Івана та Олександра Львовичів Наришкіних. Зейкан супроводжував їх під час навчання у Європі, зокрема у Франції, Великій Британії, Нідерландах.
1723 року імператор Петро I призначив Зейкана учителем свого онука Петра Олексійовича — майбутнього імператора Петра II. Попри небажання Зейкана служити на такій посаді та намагання відмовитися, що викликало гнів імператора, йому довелося навчати царевича. Також цар доручив Зейкану перекласти латиною «Журнал», ведений ним під час Північної війни, однак переклад не був реалізований.
Під час правління імператриці Катерини I у 1725—1727 роках Зейкан залишався вчителем царевича Петра, однак його головним наставником став Андрій Остерман. Після смерті імператриці та зміни правлячих еліт Зейкана заарештували й вислали з Росії, а майно конфіскували. Сподвижник Петра I, князь Олександр Меншиков, безуспішно намагався повернути Зейкана до імператорського двору, утім сам був заарештований і висланий того ж року.
1738 року Зейкан здійснив спробу повернутися до Російської імперії, однак отримав заборону від австрійської влади.
Помер у Карачині 1739 року.

## Родина
Мав двох синів, що проживали разом з ним у Росії. Перед висланням з імперії в 1727 році Зейкан відправив їх разом із накопиченими скарбами на батьківщину. Там коштовності передали Дмитру Рацу, брату дружини Зейкана, після чого вони безслідно зникли. За припущенням істориків, ці кошти Рац використав для будівництва Мукачівського монастиря. З метою повернути в Раца вивезене з Росії майно Зейкан подав позов до королівського суду, однак розгляд припинився через його смерть. 1772 року онук Зейкана Георг намагався знайти втрачені скарби діда у Санкт-Петербурзі.